# John P. Kennedy
Pour les articles homonymes, voir John Kennedy (homonymie) et Kennedy.
John Pendleton Kennedy, né le 25 octobre 1795 à Baltimore, dans le Maryland, mort le 18 août 1870 à Newport, est un écrivain et un homme politique américain. Il a occupé le poste de secrétaire à la marine des États-Unis du 26 juillet 1852 au 4 mars 1853, dans l'administration du président Millard Fillmore et a représenté au Congrès le quatrième district du Maryland. Il est le frère du sénateur Anthony Kennedy.

## Jeunesse
Né à Baltimore en 1795, John P. Kennedy est le fils de John Kennedy, un marchand, et de Nancy Pendleton. Il est diplômé en droit de l'université de Baltimore en 1812 et participe aux combats de Bladensburg et de North Point lors de la guerre de 1812 entre les États-Unis et l'Angleterre. Bien qu'inscrit au barreau dès 1816, il est plus intéressé par la littérature et la politique que par le droit. Il publie Swallow Barn en 1832 et Horse-Shoe Robinson en 1835.

## Carrière littéraire
Kennedy se lie d'amitié avec le célèbre écrivain Edgar Allan Poe en 1833, mais aussi avec William Makepeace Thackeray, dont il écrit ou esquisse le quatrième chapitre du second volume du roman Les Virginiens, ce qui témoigne de la grande précision de ses descriptions scéniques. Parmi ses œuvres, Horse-Shoe Robinson est la meilleure et peut être rangée parmi les grandes fictions. Parmi ses ouvrages, dont plusieurs ont été signés sous le nom de plume de Mark Littleton, on peut citer :
- The Red Book (1818-19, deux volumes)
- Swallow Barn (1832)
- Horse-Shoe Robinson (en) (1835)
- Rob of the Bowl (1838), sous le nom de Mark Littleton
- Annals of Quodlibet (1840)
- Memoirs of the Life of William Wirt (1849, deux volumes)
- The Border States (1861)
- Mr. Ambrose's Letters on the Rebellion (1865)
- Collected Works of John Pendleton Kennedy (1870-72, dix volumes)
- At Home and Abroad: A Series of Essays: With a Journal in Europe in 1867-68 (1872, essais)
- The Literature of the American South: A Norton Anthology (1998, posthume)

## Carrière politique
Whig actif, Kennedy est nommé secrétaire de légation au Chili le 27 janvier 1823, mais il ne demeure pas à ce poste, dont il démissionne le 23 juin de la même année. Il gagne les élections à la Chambre des délégués du Maryland en 1820. En 1838, il succède à Isaac McKim à la Chambre des représentants des États-Unis — où il représente le quatrième district du Maryland —, mais il est défait lors de sa candidature à la réélection, en novembre de la même année. En revanche, il est réélu au Congrès en 1840 et en 1842. Toutefois, opposé à l'annexion du Texas (qui suscite la guerre américano-mexicaine de 1846-1848), il est battu en 1844. Grâce à son influence à la Chambre, il permet le vote d'un fonds de 30 000 dollars pour étudier le télégraphe, l'invention de Samuel Morse.
Le président Millard Fillmore le nomme en juillet 1852 au poste de secrétaire des États-Unis à la marine. Pendant le ministère de Kennedy, la marine organise quatre expéditions navales importantes, notamment celle du Commodore Matthew C. Perry au Japon et celle du lieutenant William Lewis Herndon et du lieutenant Lardner Gibbon, qui explorent l'Amazone.

## Retrait et mort
Il démissionne de son poste de secrétaire à la marine le 4 mars 1853 et se retire de la vie politique, lors du départ du président Fillmore.

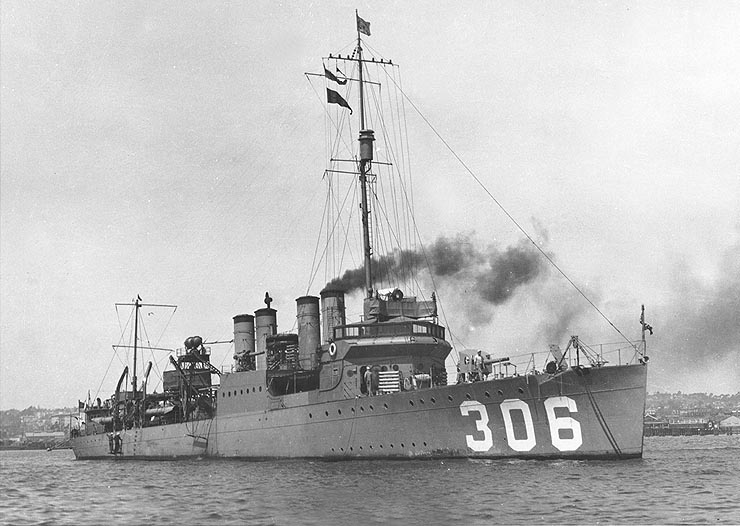
L'USS Kennedy

Mais il garde un intérêt actif pour la politique et soutient avec force l'Union. Après la guerre de Sécession, il préconise l'amnistie pour le Sud. Mort à Newport en 1870, il est enterré dans le cimetière de Greenmount, à Baltimore. L'USS John P. Kennedy et l'USS Kennedy (DD-306) ont été baptisés du nom de ce secrétaire à la marine.

## Sources
- Biographie au Centre historique naval
- Biographie de John Kennedy à NNBD
- John Kennedy
- Swallow Barn, vol. 1
- Swallow Barn, vol. 2
- Horse-Shoe Robinson